# Акким
Акким (устар. Акка) — река в России, протекает в Кольском и Печенгском районах Мурманской области. Впадает в Верхнетуломское водохранилище. До образования водохранилища устье реки находилось в 61 км по левому берегу реки Лотта. Длина реки составляет 73 км, площадь водосборного бассейна 1670 км².

## Притоки
- В 2,6 км от устья по правому берегу реки впадает река Кукка[3].
- В 38 км от устья по левому берегу реки впадает река Валлаш.
- В 49 км от устья по правому берегу реки впадает река Малый Акким.

## Данные водного реестра
По данным государственного водного реестра России относится к Баренцево-Беломорскому бассейновому округу, водохозяйственный участок реки — Тулома от истока до Верхнетуломского гидроузла, включая Нот-озеро. Речной бассейн реки — бассейны рек Кольского полуострова, впадает в Баренцево море.
Код объекта в государственном водном реестре — 02010000312101000002308.